# Uno-X Mobility (Frauenteam)/Saison 2024
Dieser Artikel beschreibt die Mannschaft und die Siege des UCI Women’s WorldTeams Uno-X Mobility in der Saison 2024.

## Mannschaft
| Teamkader 2024            | Teamkader 2024     | Teamkader 2024         | Teamkader 2024                                   |
| Name                      | Geburtsdatum       | Land                   | Vorheriges Team                                  |
| ------------------------- | ------------------ | ---------------------- | ------------------------------------------------ |
| Katrine Aalerud           | 4. Dezember 1994   | Norwegen               | Movistar Team (2023)                             |
| Anniina Ahtosalo          | 27. August 2003    | Finnland               | Team Rytger powered by Cykeltøj-Online.dk (2021) |
| Susanne Andersen          | 23. Juli 1998      | Norwegen               | Team DSM (2021)                                  |
| Solbjørk Minke Anderson   | 15. August 2004    | Dänemark               | Grand Est-Komugi-La Fabrique (2023)              |
| Elinor Barker             | 7. September 1994  | Vereinigtes Königreich | Drops-Le Col (2021)                              |
| Teuntje Beekhuis          | 18. August 1995    | Niederlande            | Team Jumbo-Visma (2023)                          |
| Marte Berg Edseth         | 6. Oktober 1998    | Norwegen               | Ringerike Sykkelklubb (2022)                     |
| Simone Boilard            | 21. Juli 2000      | Kanada                 | St Michel-Mavic-Auber 93 (2023)                  |
| Maria Giulia Confalonieri | 30. März 1993      | Italien                | Ceratizit-WNT Pro Cycling (2022)                 |
| Amalie Dideriksen         | 24. Mai 1996       | Dänemark               | Trek-Segafredo (2022)                            |
| Rebecca Koerner           | 22. September 2000 | Dänemark               | ABC Dame Elite (2021)                            |
| Anouska Koster            | 20. August 1993    | Niederlande            | Team Jumbo-Visma (2022)                          |
| Julie Leth                | 13. Juli 1992      | Dänemark               | Ceratizit-WNT Pro Cycling (2021)                 |
| Joscelin Lowden           | 3. Oktober 1987    | Vereinigtes Königreich | Drops-Le Col (2021)                              |
| Wilma Olausson            | 9. April 2001      | Schweden               | Team DSM (2021)                                  |
| Mie Bjørndal Ottestad     | 17. Juli 1997      | Norwegen               | Andy Schleck-CP NVST-Immo Losch (2021)           |
| Anne Dorthe Ysland        | 9. April 2002      | Norwegen               | Coop-Hitec Products (2021)                       |
|                           |                    |                        |                                                  |
| Quelle: ProCyclingStats   |                    |                        |                                                  |

## Siege
| Siege    | Siege                                                    | Siege      | Siege         | Siege                 | Siege |
| Datum    | Rennen                                                   | Staat      | Klasse        | Sieger                |       |
| -------- | -------------------------------------------------------- | ---------- | ------------- | --------------------- | ----- |
| 17. Mär. | Tour de Normandie Féminin, Gesamtwertung                 | Frankreich | 2.1           | Mie Bjørndal Ottestad |       |
| 5. Mai   | Trofee Maarten Wynants                                   | Belgien    | 1.1           | Anniina Ahtosalo      |       |
| 14. Jun. | Finnische Meisterschaften, Einzelzeitfahren der Frauen   | Finnland   | CN            | Anniina Ahtosalo      |       |
| 15. Jun. | DCU Ladies Cup, 2. Etappe                                | Dänemark   | DCU licensløb | Rebecca Koerner       |       |
| 15. Jun. | Finnische Meisterschaften, Straßenrennen der Frauen      | Finnland   | CN            | Anniina Ahtosalo      |       |
| 20. Jun. | Norwegische Meisterschaften, Einzelzeitfahren der Frauen | Norwegen   | CN            | Katrine Aalerud       |       |
| 23. Jun. | Dänische Meisterschaften, Straßenrennen der Frauen       | Dänemark   | CN            | Rebecca Koerner       |       |
| 23. Jun. | Norwegische Meisterschaften, Straßenrennen der Frauen    | Norwegen   | CN            | Mie Bjørndal Ottestad |       |
| 30. Jul. | Kreiz Breizh Elites Féminin                              | Frankreich | 1.1           | Anouska Koster        |       |

## UCI-Weltranglisten-Platzierungen
| UCI-Ranking | UCI-Ranking               | UCI-Ranking            | UCI-Ranking |
| Fahrer      | Fahrer                    | Land                   | Punkte      |
| ----------- | ------------------------- | ---------------------- | ----------- |
| 41.         | Anniina Ahtosalo          | Finnland               | 990 P.      |
| 56.         | Maria Giulia Confalonieri | Italien                | 787 P.      |
| 86.         | Katrine Aalerud           | Norwegen               | 508 P.      |
| 93.         | Mie Bjørndal Ottestad     | Norwegen               | 467 P.      |
| 116.        | Anouska Koster            | Niederlande            | 364 P.      |
| 143.        | Simone Boilard            | Kanada                 | 287 P.      |
| 177.        | Marte Berg Edseth         | Norwegen               | 222 P.      |
| 191.        | Solbjørk Minke Anderson   | Dänemark               | 210 P.      |
| 200.        | Rebecca Koerner           | Dänemark               | 201.7 P.    |
| 231.        | Amalie Dideriksen         | Dänemark               | 174 P.      |
| 378.        | Elinor Barker             | Vereinigtes Königreich | 91 P.       |
| 470.        | Susanne Andersen          | Norwegen               | 73 P.       |
| 1383.       | Julie Leth                | Dänemark               | 3 P.        |